# Zestrzelenie U-2
Zestrzelenie U-2, znane także jako Incydent U-2 – jeden z najpoważniejszych incydentów zimnej wojny, który miał miejsce 1 maja 1960 roku, kiedy amerykański samolot szpiegowski Lockheed U-2 został zestrzelony przez radzieckie Wojska Obrony Przeciwlotniczej podczas wykonywania fotograficznego rozpoznania powietrznego nad terytorium ZSRR. Samolot jednomiejscowy, pilotowany przez pilota CIA kpt. Francisa Gary’ego Powersa, został trafiony przez pocisk rakietowy ziemia–powietrze S-75 i rozbił się w pobliżu Aramilu w obwodzie swierdłowskim. Powers katapultował się i wylądował ze spadochronem na ziemi, gdzie został schwytany przez radziecki patrol.
Początkowo władze USA twierdziły, że straciły nad Związkiem Radzieckim samolot meteorologiczny NASA, ale zostały zmuszone do przyznania prawdziwego celu swojej misji kilka dni później, kiedy rząd radziecki przedstawił schwytanego pilota i części aparatury szpiegowskiej U-2, w tym zdjęcia radzieckich baz wojskowych wykonane podczas lotu.
Do incydentu doszło w czasie prezydentury Dwighta D. Eisenhowera i urzędowania premiera Nikity Chruszczowa, na około dwa tygodnie przed planowanym otwarciem szczytu wschód-zachód w Paryżu. Spowodowało to skandal międzynarodowy i wyraźne pogorszenie stosunków Stanów Zjednoczonych ze Związkiem Radzieckim, jedno z największych w czasie zimnej wojny.
Powers został skazany za szpiegostwo na trzy lata pozbawienia wolności oraz siedem lat ciężkich robót, ale zwolniono go dwa lata później, 10 lutego 1962 roku, podczas wymiany więźniów na radzieckiego oficera wywiadu Rudolfa Abla.

## Tło sytuacyjne
W lipcu 1958 roku prezydent USA Dwight D. Eisenhower zwrócił się do premiera Pakistanu Feroze Khana Noona o pozwolenie na utworzenie przez Stany Zjednoczone tajnego ośrodka wywiadowczego w sprzymierzonym z blokiem zachodnim Pakistanie, gdzie miałyby startować i lądować samoloty szpiegowskie Lockheed U-2. Maszyny te były w stanie latać na wysokościach niedostępnych dla wszystkich radzieckich samolotów w tamtym czasie; wierzono także, że jest poza zasięgiem radzieckich pocisków rakietowych. Po uzyskaniu zgody od władz pakistańskich, w Badaberze w prowincji Chajber Pasztunchwa, 16 km od Peszawaru, wybudowano amerykańską bazę Peshawar Air Station. Obiekt, ukryty głęboko w górach północno-zachodniego Pakistanu, służył jako doskonała baza dla głównych operacji wywiadowczych, prowadzonych przez amerykańską Agencję Bezpieczeństwa Narodowego (NSA). Badaber wybrano jako optymalną lokalizację ze względu na bliskość Azji Środkowej, wówczas będącej w posiadaniu Związku Radzieckiego. Umożliwiło to monitorowanie miejsc testowania radzieckich rakiet, kluczowej infrastruktury i środków łączności. Samoloty U-2, nazywane „szpiegiem na niebie”, zostały przydzielone do bazy Pakistańskich Sił Powietrznych (PAF Base Peshawar), położonej na wschód od międzynarodowego lotniska w Peszawarze, w celu uzyskania przyczółka do operacji wywiadu fotograficznego, kluczowych w epoce przed obserwacjami satelitarnymi.
Prezydent Eisenhower nie chciał, aby nad Związkiem Radzieckim latali amerykańscy piloci, ze względu na obawę, że gdyby któryś z nich został zestrzelony lub schwytany, mogłoby to zostać odebrane jako akt agresji. Przy niebezpiecznie zaostrzonych napięciach między oboma państwami w wyniku trwającej zimnej wojny, każdy akt uważany za agresję mógł być początkiem otwartej konfrontacji, która groziła zagładą cywilizacji z powodu ryzyka wojny nuklearnej, do której były zdolne oba supermocarstwa. W celu zmniejszenia potencjalnego ryzyka związanego z lotem Amerykanów w radzieckiej przestrzeni powietrznej, zaproponowano, aby w tych misjach latali piloci brytyjskich Królewskich Sił Powietrznych zamiast personelu amerykańskiej Centralnej Agencji Wywiadowczej (CIA). Ponieważ Wielka Brytania wciąż odczuwała upokarzające następstwa kryzysu sueskiego i nie była w stanie oprzeć się amerykańskim żądaniom, rząd brytyjski zgodził się na tę propozycję. Korzystanie pilotów brytyjskich umożliwiło Eisenhowerowi wykorzystanie samolotów U-2 do szpiegowania Związku Radzieckiego, a jednocześnie nadal był on w stanie zaprzeczyć, że pracowali dla niego, gdyby któryś z nich został schwytany. Po sukcesie dwóch pierwszych brytyjskich misji, na skutek presji na dokładniejsze określenie liczby radzieckich międzykontynentalnych pocisków balistycznych, Eisenhower zezwolił na wykonanie dwóch kolejnych lotów przed Szczytem Czterech Mocarstw w Paryżu, zaplanowanym na 16 maja. Dwie ostatnie misje przed szczytem miały być wykonane przez pilotów amerykańskich.
9 kwietnia 1960 roku samolot szpiegowski U-2C specjalnej jednostki CIA „10-10”, pilotowany przez Boba Ericsona, przekroczył południową granicę Związku Radzieckiego w rejonie gór Pamiru i przeleciał nad czterema tajnymi radzieckimi obiektami wojskowymi: atomowym poligonem doświadczalnym w Semipałatyńsku, bazą lotniczą Dolon, w której stacjonowały bombowce strategiczne Tu-95, miejsce testowania rakiet ziemia-powietrze radzieckich Wojsk Obrony Przeciwlotniczej w pobliżu Saryszaganu oraz kosmodrom w Bajkonurze.
Samolot został wykryty przez radzieckie radary, kiedy przeleciał ponad 250 kilometrów nad sowieckim terytorium, i uniknął kilku prób przechwycenia przez myśliwce MiG-19 oraz Su-9. U-2 opuścił radziecką przestrzeń powietrzną i wylądował na irańskim lotnisku w Zahedanie. Było jasne, że CIA pomyślnie przeprowadziła niezwykle niebezpieczną, ale owocną operację wywiadowczą. Następny lot szpiegowski U-2 z lotniska w Peszawarze zaplanowano na koniec kwietnia.

## Zestrzelenie

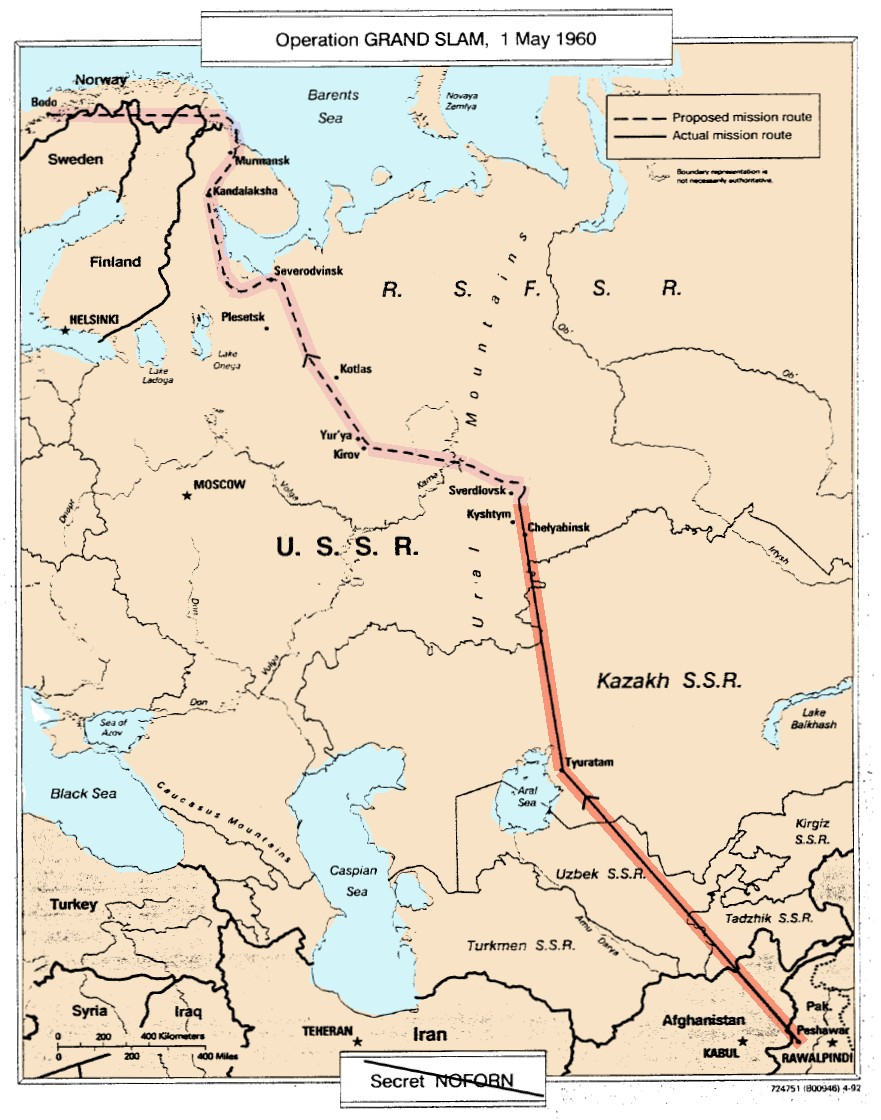
Plan lotu U-2 GRAND SLAM z 1 maja 1960 roku, z publikacji CIA pt. Centralna Agencja Wywiadowcza i zwiad napowietrzny; Programy U-2 i Oxcart, 1954–1974, odtajniony 25 czerwca 2013 roku

28 kwietnia 1960 roku pilot Glen Dunaway przetransportował amerykański samolot szpiegowski Lockheed U-2C, o nazwie własnej Artykuł 358, z bazy lotniczej İncirlik w Turcji do amerykańskiej bazy na lotnisku w Peszawarze. Paliwo do samolotu zostało przetransportowane do Peszawaru poprzedniego dnia transportowcem C-124. Za nimi podążył samolot C-130 Sił Powietrznych Stanów Zjednoczonych, na pokładzie którego znajdowała się załoga naziemna konieczna do obsłużenia misji, główny pilot Francis Powers oraz pilot rezerwowy Bob Ericson. Rankiem 29 kwietnia załoga w Badaberze została poinformowana, że misja będzie opóźniona o jeden dzień. W rezultacie Bob Ericson odesłał Artykuł 358 z powrotem do İncirliku, a John Shinn dostarczył inny U-2C, Artykuł 360, z İncirliku do Peshawaru. 30 kwietnia misja została przełożona o kolejny dzień z powodu złej pogody nad Związkiem Radzieckim.
Gdy pogoda się poprawiła, 1 maja, 15 dni przed planowanym otwarciem szczytu wschód–zachód w Paryżu, kpt. Powers, lecąc na Artykule 360, nr seryjny 56–6693, opuścił bazę w Peszawarze w ramach misji oznaczonej kodem GRAND SLAM, aby przelecieć nad Związkiem Radzieckim, sfotografować wyznaczone cele, w tym miejsca stacjonowania międzykontynentalnych rakiet balistycznych na kosmodromie w Bajkonurze i Plesiecku, a następnie wylądować w Bodø w Norwegii. W tym czasie ZSRR posiadał sześć wyrzutni międzykontynentalnych rakiet balistycznych, dwie w Bajkonurze i cztery w Plesiecku. Zakłady atomowe Majak, wówczas nazwane Czelabińsk-65, ważny ośrodek przemysłowy przetwarzania plutonu, był kolejnym z celów, które Powers miał sfotografować. Dokładne badanie relacji Powersa z lotu pokazuje, że jednym z ostatnich celów, nad którym przeleciał, zanim został zestrzelony, był właśnie Czelabińsk-65.

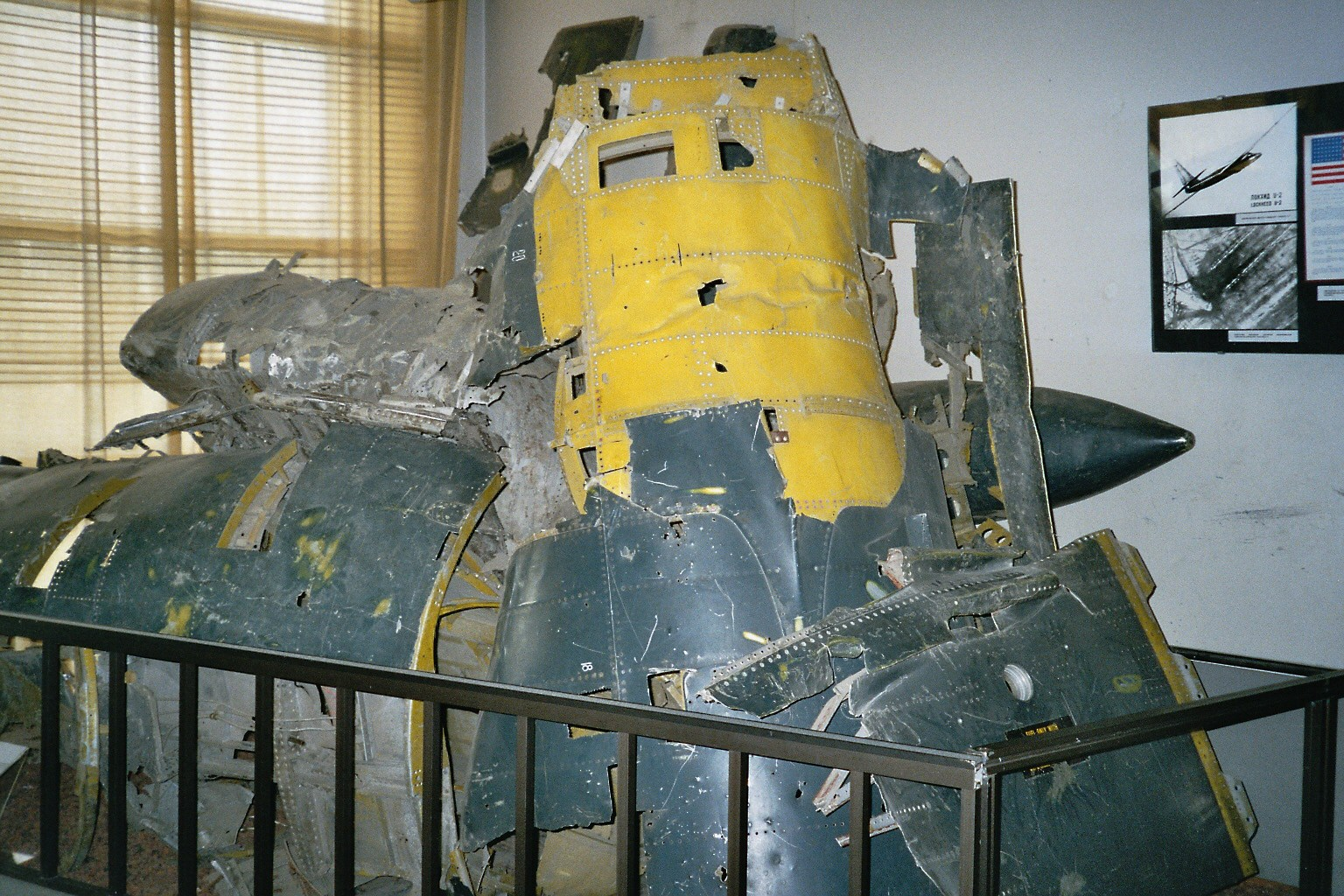
Część wraku U-2 na wystawie w Centralnym Muzeum Sił Zbrojnych w Moskwie

Sowieci spodziewali się kolejnego lotu U-2, a wszystkie jednostki radzieckiej obrony przeciwlotniczej w Azji Środkowej, Kazachstanie, na Syberii, Uralu, a później w europejskiej części ZSRR i na Dalekiej Północy zostały postawione w stan gotowości. Wkrótce po wykryciu samolotu, generał lotnictwa Jewgienij Sawicki rozkazał dowódcom jednostek lotniczych przechwycić obcy samolot i staranować go w razie potrzeby.
Ze względu na ekstremalny pułap operacyjny U-2 radzieckie próby przechwycenia samolotu przy użyciu myśliwców zakończyły się niepowodzeniem. Trasa samolotu Powersa znajdowała się poza zasięgiem kilku najbliższych stanowisk rakietowej obrony przeciwlotniczej, a jedno z nich nawet nie zdołało namierzyć samolotu, ponieważ tego dnia było nieaktywne. U-2 został ostatecznie zestrzelony w pobliżu Aramilu na Uralu przez pierwszy z trzech pocisków ziemia-powietrze S-75 wystrzelonych przez baterię dowodzoną przez mjr. Michaiła Woronowa. Lokalizacja wyrzutni została wcześniej ustalona przez CIA na podstawie zdjęć zrobionych podczas wizyty wiceprezydenta Richarda Nixona w Swierdłowsku poprzedniego lata.
Powers katapultował się, pomimo problemów z odłączeniem przewodu tlenowego. Po bezpiecznym wylądowaniu ze spadochronem próbował ukryć się w radzieckiej wsi, dopóki nie uzyska pomocy. Jego próby nie powiodły się i szybko został schwytany. Miał przy sobie specjalną, srebrną jednodolarówkę, która zawierała śmiercionośną igłę z końcówką powleczoną saksytoksyną, dzięki której mógł popełnić samobójstwo w razie ryzyka schwytania, ale nie użył jej.
Centrum dowodzenia obrony przeciwlotniczej nie było świadome, że samolot Powersa został zestrzelony przez ponad 30 minut. Jeden z radzieckich myśliwców MiG-19 ścigających U-2 również został zniszczony w salwie pocisków przeciwlotniczych, a jego pilot lejt. Siergiej Safronow zginął od bratobójczego ognia. Transpondery IFF MiG-ów nie zostały jeszcze przełączone na nowe kody majowe z powodu święta 1 maja. Pośmiertnie Safronow został odznaczony Orderem Czerwonego Sztandaru.

## Tuszowanie i ujawnienie sprawy przez Amerykanów

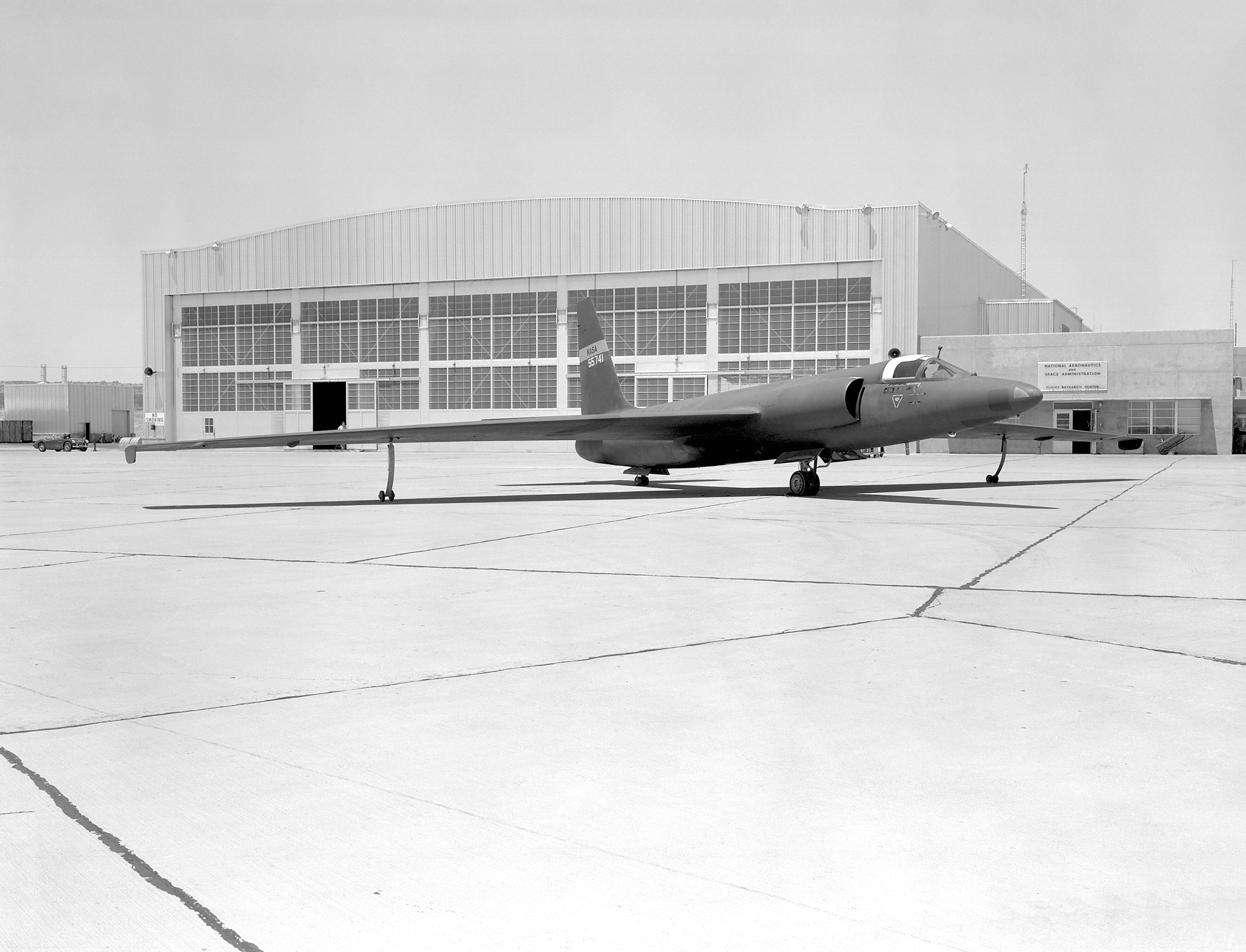
Zdjęcie samolotu U-2 z fikcyjnymi oznaczeniami NASA i numerem seryjnym w NASA Flight Research Center, Edwards Air Force Base, 6 maja 1960

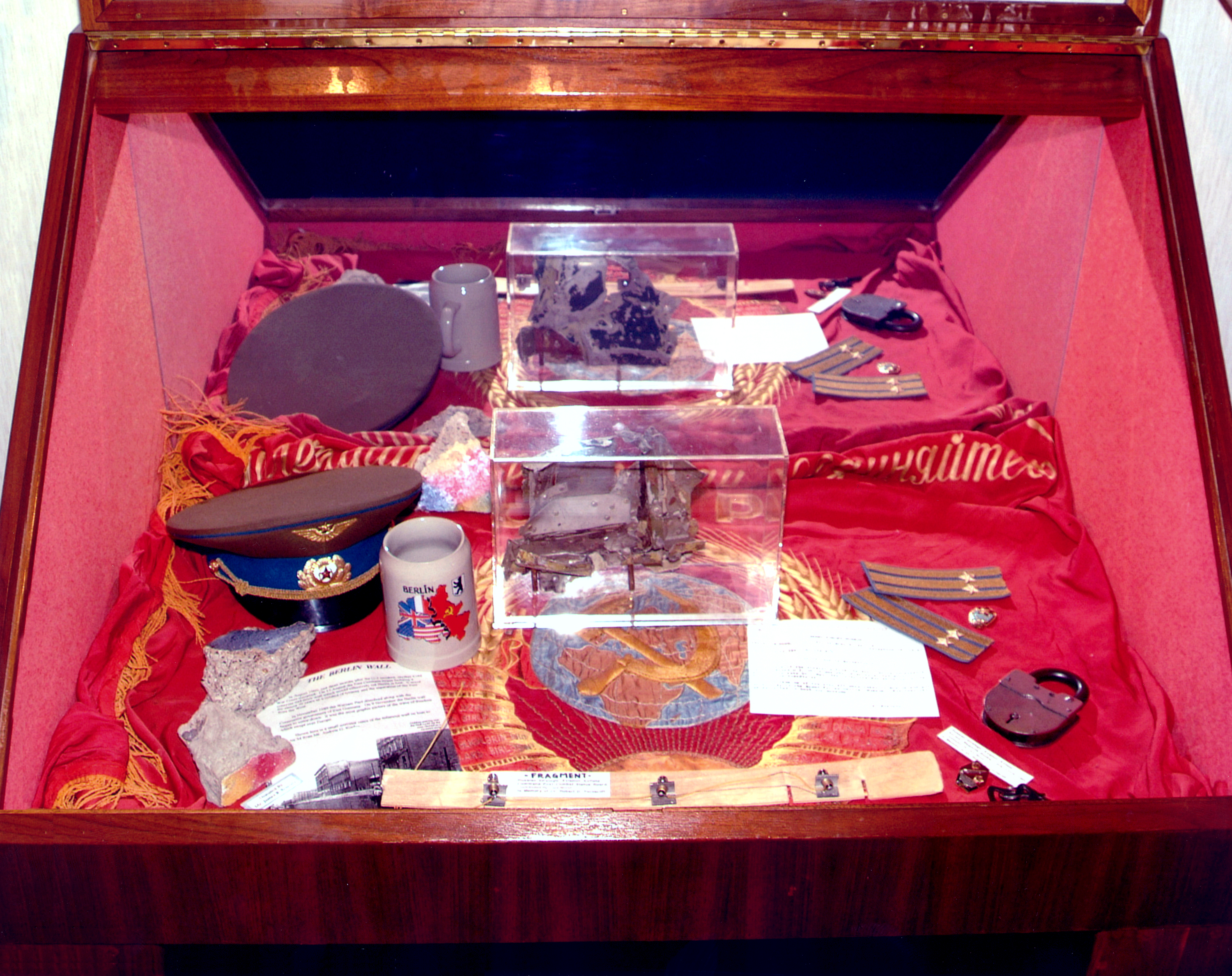
Wystawa związana z zestrzeleniem Powersa w National Cryptologic Museum w USA

Cztery dni po zniknięciu Powersa NASA wydała bardzo szczegółowy komunikat prasowy, w którym twierdziła, że na północ od Turcji „zaginął” samolot meteorologiczny. Komunikat prasowy spekulował, że pilot mógł stracić przytomność, gdy autopilot był nadal włączony, a nawet fałszywie twierdził, że „pilot zgłosił na częstotliwości alarmowej, że ma problemy z tlenem”. Aby uwiarygodnić te informacje, jeden z egzemplarzy U-2 został szybko przemalowany w barwy NASA i pokazany mediom. Nikita Chruszczow wykorzystał późnej tę nieudaną mistyfikację, aby ośmieszyć prezydenta Eisenhowera i jego administrację.
5 maja Senat Stanów Zjednoczonych wypowiedział się po raz pierwszy na temat incydentu U-2, co było początkiem politycznych reperkusji dla Eisenhowera. Mike Mansfield, lider większości Senatu, stwierdził: „Pierwsze doniesienia wskazują na to, że prezydent nie miał żadnej wiedzy o incydencie lotniczym. Jeśli tak jest, musimy zapytać, czy ta administracja ma jakąkolwiek rzeczywistą kontrolę nad federalną biurokracją”. Mansfield, bardziej niż ktokolwiek inny, podkreślił dylemat, przed którym stanął Eisenhower: mógłby on przyznać się do odpowiedzialności za lot U-2 i prawdopodobnie zrujnować wszelkie szanse na odprężenie podczas szczytu w Paryżu, lub nadal zaprzeczać temu, że cokolwiek wiedział na ten temat, i tym samym dawać do zrozumienia, że nie kontroluje własnej administracji.
Po tym, jak Chruszczow dowiedział się o amerykańskiej mistyfikacji NASA, opracował polityczną pułapkę na Eisenhowera. Jego plan rozpoczął się od ujawnienia światu informacji, że na terytorium ZSRR zestrzelono samolot szpiegowski, ale nie ujawnił, że pilot tego samolotu również został znaleziony i że żyje. Dzięki informacjom, które ujawnił Chruszczow, Amerykanie wierzyli, że nadal będą mogli kontynuować swoją narrację, iż rozbity U-2 był cywilnym samolotem meterologicznym, a nie wojskowym samolotem szpiegowskim. W fałszywym komunikacie napisano, że pilot meteorologicznego samolotu U-2 przez radio miał problemy z tlenem podczas lotu nad Turcją; toteż Amerykanie twierdzili, że samolot mógł kontynuować swoją trasę dzięki autopilotowi i że mógł to być U-2, który rozbił się w Związku Radzieckim. Ostatnim krokiem, który można było podjąć, by historia wydawała się bardziej wiarygodna, było uziemienie wszystkich samolotów U-2 w celu obowiązkowej inspekcji systemów tlenowych, aby upewnić się, że żadne inne „misje meteorologiczne” nie przyniosą takich samych rezultatów jak ta, której efektem był zagubiony i prawdopodobnie rozbity w Związku Radzieckim samolot.

7 maja Chruszczow zarzucił pułapkę i ogłosił: 

Muszę wam zdradzić sekret. Kiedy zrobiłem mój pierwszy raport, celowo nie powiedziałem, że pilot żyje i ma się dobrze [...] a teraz spójrzcie tylko, ile głupich rzeczy powiedzieli Amerykanie

Ponadto, ze względu na opublikowanie niektórych zdjęć samolotu, pojawiły się dowody na to, że większość tajnych technologii zastosowanych w U-2 przetrwała katastrofę. Dzięki temu Chruszczow był w stanie otwarcie oskarżyć administrację Eisenhowera, ujawniając próbę tuszowania skandalu.

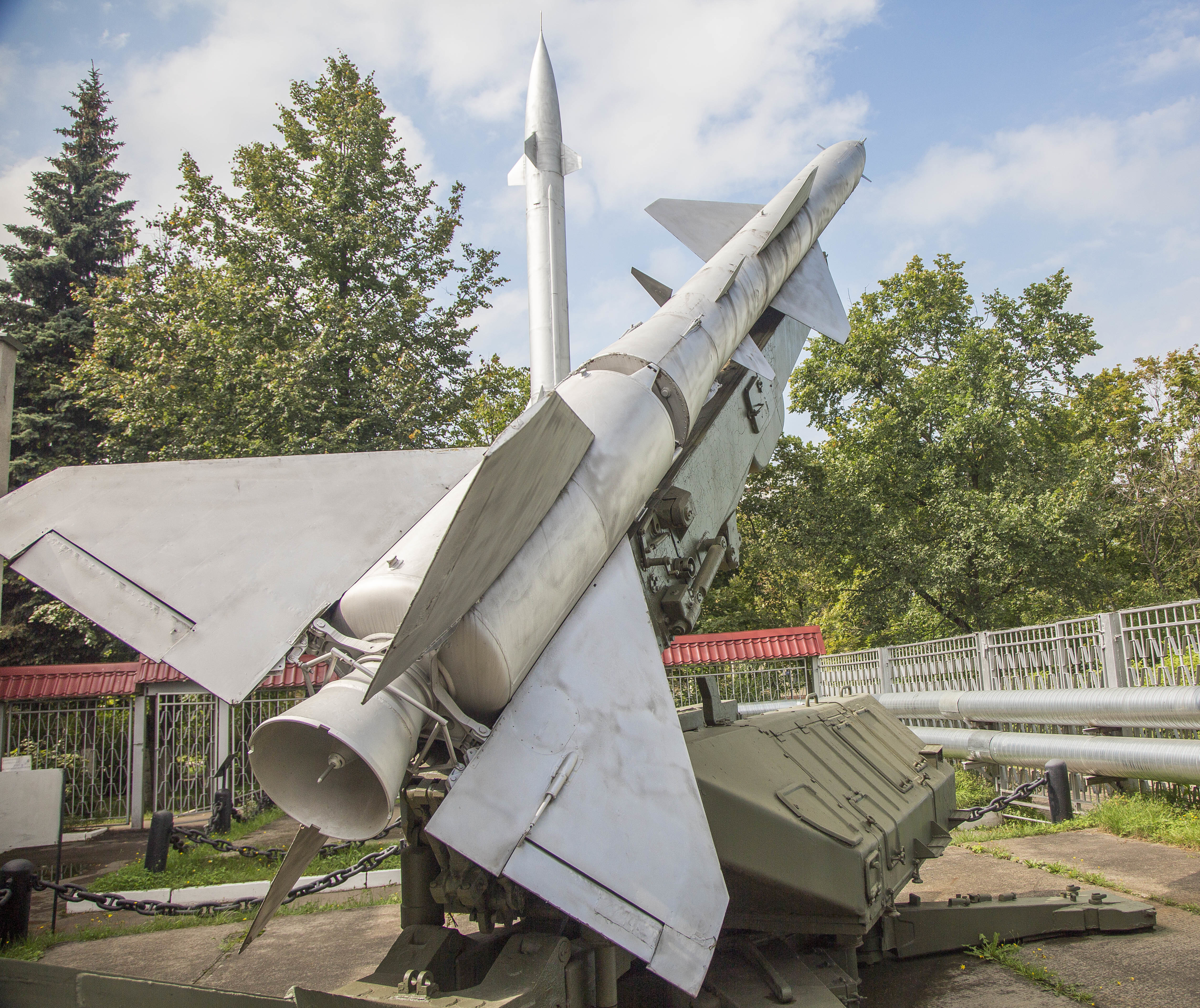
Radziecka wyrzutnia S-75 użyta do zestrzelenia U2 Gary’ego Powersa, na wystawie w Muzeum Sił Obrony Powietrznej we wsi Zaria

Chruszczow nadal próbował pozwolić Eisenhowerowi zachować twarz, a być może w pewnym stopniu uratować szczyt pokojowy, w szczególności zrzucając winę nie na samego prezydenta, ale na CIA i jej dyrektora Allena Dullesa: radziecki premier powiedział, że każdy, kto chce zrozumieć misję U-2, powinien „szukać odpowiedzi u Allena Dullesa, na którego polecenie amerykański samolot przeleciał nad Związkiem Radzieckim”. 9 maja Chruszczow powiedział ambasadorowi USA Thompsonowi, że „nie może pomóc, ale podejrzewa, że ktoś rozpoczął tę operację z celowym zamiarem zepsucia spotkania na szczycie”. Thompson napisał również w swojej depeszy dyplomatycznej, że Chruszczow słyszał o uwagach senatora Mansfielda, iż Eisenhower nie kontroluje własnej administracji.
Po otrzymaniu tej depeszy Eisenhower, który znany był z żywiołowego zachowania, tym razem był cichy i przygnębiony. Jedyne słowa, jakie powiedział do swojego sekretarza, brzmiały: „Chciałbym ustąpić”. Tymczasem presja w USA nadal rosła. Eisenhower zaakceptował argument Dullesa, że przywódcy Kongresu muszą zostać poinformowani o misjach U-2 z ostatnich czterech lat. Dulles powiedział parlamentowi, że wszystkie loty U-2 były wykorzystywane do szpiegostwa powietrznego i odbywały się zgodnie z „dyrektywami prezydenckimi”. Dulles wyręczał jednak Eisenhowera w zatwierdzaniu każdego poprzedniego lotu U-2.

Następnego dnia, 10 maja, bez konsultacji z szefami agencji, Clarence Cannon, przewodniczący House Appropriations, zwrócił na siebie uwagę prasy, kiedy to on, a nie prezydent Eisenhower, ujawnił prawdziwy charakter misji U-2. Na otwartej sesji Izby Reprezentantów przyznał, że U-2 był samolotem CIA prowadzącym szpiegostwo powietrzne nad Związkiem Radzieckim. Cannon powiedział: 

Panie Przewodniczący, 1 maja rząd radziecki zdobył 1300 mil w głąb swoich granic amerykański samolot, obsługiwany przez amerykańskiego pilota, pod kierownictwem i kontrolą amerykańskiej Centralnej Agencji Wywiadowczej, i teraz przetrzymuje zarówno samolot, jak i pilota. Samolot wykonywał misję szpiegowską [...] działalność [ta] [...] [była prowadzona] pod egidą Naczelnego Dowódcy Sił Zbrojnych Stanów Zjednoczonych, dla którego wszyscy członkowie podkomitetu mają najwyższy szacunek i w którego wojskowe zdolności mają najwyższe zaufanie

Pod koniec przemówienia Cannona, Demokraci i Republikanie, co rzadko się zdarza, wspólnie wstali, by zacząć klaskać.
Eisenhower wciąż jednak spotykał się z krytyką w prasie za to, że nie kontrolował poczynań własnej administracji, ponieważ w przemówieniu Cannona stwierdzono jedynie, że misja była przeprowadzona „pod egidą” prezydenta, a nie „kierowana przez niego”. Doniesienia prasowe wzbudzały w społeczeństwie przekonanie, że Eisenhower utracił realną władzę, czego on sam nie mógł znieść. Wiedząc, że sytuacja zagraża szczytowi w Paryżu, postanowił ujawnić program szpiegostwa powietrznego i swoją w nim bezpośrednią rolę, co było bezprecedensowym posunięciem dla prezydenta USA. Przemówienie Eisenhowera z 11 maja dotyczyło czterech głównych zagadnień: konieczności prowadzenia działań wywiadowczych; charakteru czynności związanych z gromadzeniem informacji; jak należy postrzegać działalność wywiadowczą (jako nieetyczną, ale konieczną); i wreszcie, że uwaga Amerykanów nie powinna być odwracana od prawdziwych, bieżących problemów. Eisenhower odparł na zarzuty radzieckich dziennikarzy, że Stany Zjednoczone działały prowokacyjnie, mówiąc: „Lepiej nich [Sowieci] przyjrzą się swoim własnym rekordom [szpiegowskim]”. Pod koniec konferencji prasowej zakomunikował, że nadal wybiera się na szczyt w Paryżu.

Z raportu Congressional Research Service pt. Covert Action: A Effective Instrument of US Foreign Policy? z 21 października 1996 roku, opublikowanego przez WikiLeaks: 

Wielu obserwatorów uważało, że kiedy prezydent Eisenhower w 1960 roku wziął na siebie odpowiedzialność za loty U-2 nad Związkiem Radzieckim, znacznie utrudnił osiągnięcie porozumienia z Moskwą; gdyby winił za loty Pentagon lub CIA, Chruszczow zapewne nie czułby się zmuszony do tak silnej reakcji, mimo że mógłby nie wierzyć w jego zaprzeczenia, nie byłoby to nic niezwykłego. Prezydentowi łatwiej jest mieć do czynienia z zagranicznymi przywódcami, o których wiadomo, że popełnili akty przemocy, ale nigdy się do tego nie przyznali, niż spotkać się formalnie z tymi, którzy przyznali się do zachowania „niedopuszczalnego”

Dziś duża część wraku, a także wiele przedmiotów z wyposażenia Powersa, jest wystawione w Centralnym Muzeum Sił Zbrojnych w Moskwie. Mały kawałek U-2 wrócił do Stanów Zjednoczonych i jest wystawiony w National Cryptologic Museum.

## Następstwa

### Reakcje na incydent U-2 i wpływ na Szczyt Czterech Mocarstw

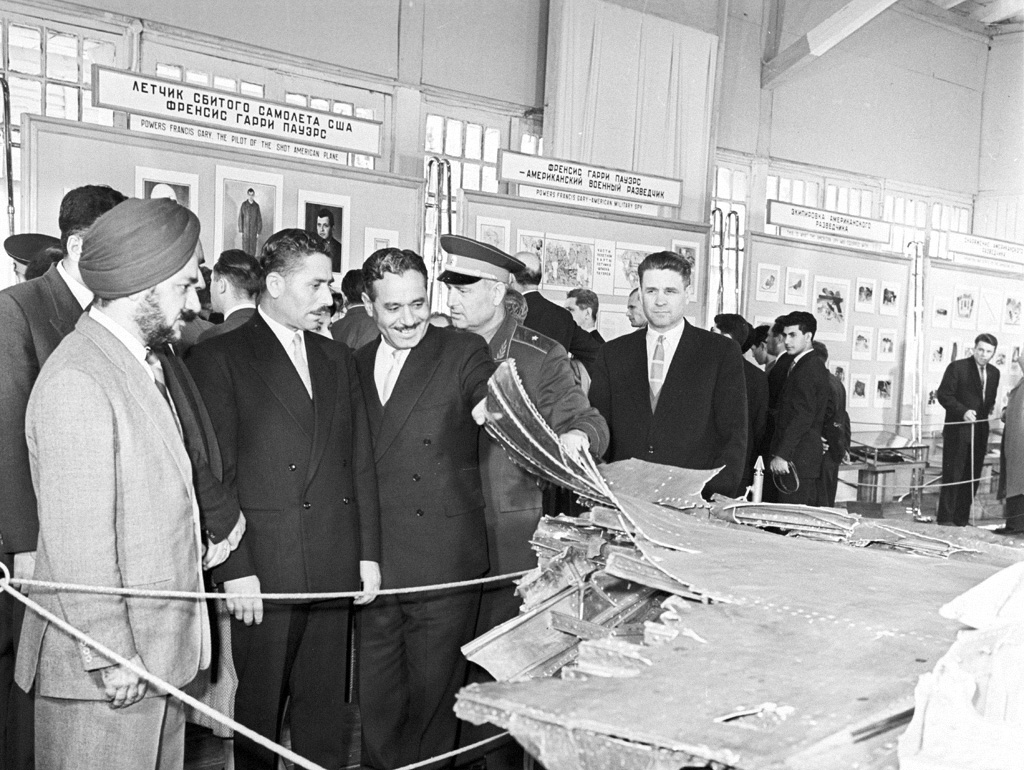
Prezentacja części wraku U-2 dla attaché wojskowych różnych państw w Moskwie

W szczycie w Paryżu uczestniczyli Eisenhower, Chruszczow, prezydent Francji Charles de Gaulle i premier Wielkiej Brytanii Harold Macmillan. Była to pierwsza od pięciu lat konferencja, w której wzięli udział przywódcy radzieccy i zachodni. Początkowo nastroje na szczycie były optymistyczne, z oczekiwaniami, że może nastąpić złagodzenie napięć pomiędzy Związkiem Radzieckim a Stanami Zjednoczonymi. Starając się przedstawić mniej wrogi, bardziej serdeczny Związek Radziecki, Chruszczow publicznie opowiadał się za polityką „pokojowego współistnienia ze Stanami Zjednoczonymi”. Obchody święta 1 maja w Moskwie tego roku były naznaczone nowym duchem współpracy. Brakowało zmilitaryzowanych symboli poprzednich parad, takich jak artyleria i czołgi. Zamiast tego przemaszerowały dzieci i sportowcy, wypuszczono białe gołębie. Jednak reakcja rządu radzieckiego na incydent z samolotem szpiegowskim i odpowiedź ze strony Stanów Zjednoczonych skazały jakiekolwiek porozumienie pokojowe na niepowodzenie.
W dniach bezpośrednio poprzedzających konferencję dramatycznie wzrosły napięcia na linii Moskwa–Waszyngton w związku z incydentem U-2. Na tym etapie kryzysu twardogłowi przedstawiciele rządu radzieckiego wywierali szczególnie silny nacisk na Chruszczowa. W tygodniach poprzedzających szczyt nastąpił renesans antyamerykańskich nastrojów na Kremlu, a Sowieci zablokowali planowaną podróż do Waszyngtonu radzieckiego marszałka lotnictwa, zapraszając chińskiego przywódcę komunistycznego Mao Zedonga do Moskwy, i uruchomili antyamerykańską kampanię prasową, mającą na celu krytykę „amerykańskiej agresji”. W tym czasie Wschód i Zachód były podzielone co do tego, jak rozwiązać sytuację w Berlinie, a amerykańska prasa uznała decyzję Chruszczowa o podkreśleniu incydentu U-2 na szczycie za próbę uzyskania wpływu na tę kwestię.
Sam szczyt nie trwał długo; rozmowy rozpoczęły się dopiero 15 maja, a zakończyły nazajutrz. Zarówno Eisenhower, jak i Chruszczow wydali oficjalne oświadczenia 16 maja. Chruszczow oskarżał Stany Zjednoczone w sprawie incydentu U-2; zwrócił uwagę, że polityka tajnego szpiegostwa opiera się na nieufności i że incydent skazał szczyt na porażkę, zanim się jeszcze rozpoczął. Spodziewał się, że Stany Zjednoczone i Eisenhower potępią szpiegostwo i zobowiążą się zakończyć dalsze misje nad terytorium ZSRR.
Na szczycie, po tym, jak Chruszczow obalił mistyfikację Eisenhowera, ten nie zaprzeczył, że samolot szpiegował radzieckie instalacje wojskowe, ale stwierdził, że akcja nie była agresywna, lecz obronna. Utrzymywał, że ówczesny stan stosunków międzynarodowych nie był takim, w którym pokojowe współistnienie jest już ustalonym faktem. Polityka Stanów Zjednoczonych wobec Związku Radzieckiego w tym czasie była defensywna i ostrożna. Eisenhower zwrócił również uwagę, że dialog na Szczycie Czterech Mocarstw był rodzajem negocjacji międzynarodowych, które mogłyby doprowadzić do takiego przekształcenia stosunków amerykańsko-radzieckich, że nie byłoby dalszej potrzeby wzajemnego szpiegowania się. Eisenhower przedstawił również plan międzynarodowego porozumienia, które upoważniłoby ONZ do „inspekcji” wszystkich narodów, które chcą poddać się jej władzy, pod kątem oznak wzmożonej militaryzacji i agresywnych działań. Stwierdził, że Stany Zjednoczone byłyby „więcej niż chętne” poddać się takiej inspekcji ze strony ONZ i ma nadzieję, iż dzięki tej alternatywnej umowie o nadzorze międzynarodowym uda mu się ominąć kontrowersje dotyczące szpiegostwa.
Według amerykańskiego dziennikarza telewizyjnego Waltera Cronkite’a, Chruszczow mówił dalej, że ten incydent był początkiem upadku władzy jako sekretarza generalnego partii, być może dlatego, że wydawał się być niezdolny do negocjacji na arenie międzynarodowej i zaspokojenia żądań twardogłowych komunistów w kraju. Po upadku szczytu w kolejnych latach rosło napięcie pomiędzy Sowietami i Amerykanami. Wyścig zbrojeń przyspieszył, a wszelkie plany dotyczące negocjacji rozbrojeniowych na najbliższą przyszłość zostały przerwane.

### Konsekwencje nieudanego szczytu
Przed incydentem U-2 Chruszczow i Eisenhower dobrze się dogadywali, a szczyt miał być okazją do spotkania się obu stron. Ponadto Eisenhower nie mógł się doczekać wizyty w Związku Radzieckim i był bardzo zdenerwowany, gdy jego zaproszenie zostało wycofane. Obie strony miały przedyskutować takie tematy, jak redukcja zbrojeń jądrowych, a także sposoby radzenia sobie z rosnącymi napięciami wokół Berlina. Według Eisenhowera, gdyby nie incydent U-2, szczyt i jego wizyta w Związku Radzieckim mogłyby znacznie pomóc stosunkom radziecko-amerykańskim.
Związek Radziecki zwołał posiedzenie Rady Bezpieczeństwa ONZ 23 maja, aby opowiedzieć swoją wersję wydarzeń. Posiedzenie trwało cztery dni, w trakcie których wymieniono również inne zarzuty szpiegostwa, a także oskarżenia w związku ze szczytem w Paryżu, takie jak propozycja USA dotycząca „otwartego nieba”, aby umożliwić obu stronom wzajemne loty nad terytorium drugiego państwa. Pod koniec posiedzenia Związek Radziecki przegrał głosowanie nad rezolucją, która potępiłaby akty szpiegostwa i zażądała od Stanów Zjednoczonych zapobieżenia ich powtórzeniu się.
Incydent U2 poważnie zagroził bezpieczeństwu Pakistanu i pogorszył jego stosunki ze Stanami Zjednoczonymi. Gen. Khalid Mahmud Arif z armii pakistańskiej, komentując ten incydent, stwierdził, że „Pakistan czuł się oszukany, ponieważ Stany Zjednoczone trzymały w tajemnicy cele tajnych operacji szpiegowskich, które rozpoczynano z jego terytorium”. Lotnisko wojskowe w Badaberze zostało formalnie zamknięte 7 stycznia 1970 roku. Ponadto Komisja Spraw Zagranicznych Senatu przeprowadziła długie dochodzenie w sprawie incydentu U-2.

### Los pilota
Po schwytaniu Gary Powers powiedział przesłuchującym go oficerom KGB, jaka była jego misja i dlaczego przebywał w radzieckiej przestrzeni powietrznej. Zrobił to zgodnie z poleceniami, które otrzymał przed wyruszeniem na swoją misję. Powers przyznał się do winy i 19 sierpnia został skazany za szpiegostwo na trzy lata więzienia oraz siedem lat ciężkich robót. Odsiedział rok i dziewięć miesięcy wyroku, po czym 10 lutego 1962 roku został wymieniony na Rudolfa Abla. Wymiana nastąpiła na moście Glienicke łączącym Poczdam w NRD z Berlinem Zachodnim.

### Nowa taktyka i technologia
Zestrzelenie Powersa pokazało, że nawet samoloty operujące na ekstremalnie dużych wysokościach były podatne na radzieckie pociski ziemia-powietrze. W rezultacie Siły Powietrzne Stanów Zjednoczonych zaczęły kłaść nacisk na rozwijanie jak największej prędkości na małej wysokości przez swoje bombowce B-47, B-52 i B-58, które wcześniej operowały na dużej wysokości przy mniejszej prędkości, a także zaczęły opracowywać naddźwiękowy F-111, którego projekt obejmował także wersję FB-111A dla Strategic Air Command.

## Późniejsze wersje zdarzeń
Pierwotny konsensus co do przyczyny incydentu U-2 był taki, że samolot szpiegowski został zestrzelony jedną rakietą z salwy 14 radzieckich pocisków S-75. Ten najpowszechniej uznawany opis zdarzeń zawdzięczamy Olegowi Pieńkowskiemu, agentowi GRU, który szpiegował dla MI6. W 2010 roku ujawniono jednak dokumenty CIA wskazujące na to, że „najwyżsi urzędnicy amerykańscy nigdy nie wierzyli relacjom Powersa o jego fatalnym locie, ponieważ wydawało się, że bezpośrednio przeczył im raport Agencji Bezpieczeństwa Narodowego”, w którym stwierdzono, że U-2 spadł z wysokości 19 812 m do 10 363 m przed zmianą kursu i zniknięciem z radaru. Obecnie doniesienia NSA komentuje się na ogół w ten sposób, że omyłkowo zarejestrowano upadek zestrzelonego przez bratobójczy ogień MiGa-19 pilotowanego przez lejt. Siergieja Safronowa.

### Igor Mientiukow
W 1996 roku radziecki pilot kpt. Igor Mientiukow twierdził, że na wysokości 19 800 m, mając rozkaz staranowania intruza, złapał U-2 w strumień powietrza swojego nieuzbrojonego Su-9, powodując utratę kontroli przez pilota U-2 i w następstwie rozbicie się maszyny. Salwa pocisków według niego trafiła w ścigający intruza MiG-19 Safronowa, a nie w amerykański samolot. Mientiukow dodał przy tym, że gdyby pocisk rakietowy uderzył w U-2, jego pilot by nie przeżył.
Chociaż normalny pułap seryjnie produkowanych Su-9 wynosił 16 800 m, samolot Mientiukowa został zmodyfikowany w celu osiągania większej wysokości, po usunięciu uzbrojenia. Bez broni jedyną dostępną dla niego opcją ataku był taran. Mientiukow twierdził, że sowieccy generałowie ukrywali te fakty, aby nie kwestionować wiary Nikity Chruszczowa w skuteczność radzieckiej obrony powietrznej.

### Siergiej Chruszczow
W 2000 roku Siergiej Chruszczow napisał o doświadczeniach swojego ojca, Nikity Chruszczowa, wokół incydentu. Opisał, jak Mientiukow próbował przechwycić U-2, ale nie udało mu się uzyskać kontaktu wzrokowego. Mjr Michaił Woronow, kierując wyrzutnią przeciwlotniczych pocisków rakietowych, wystrzelił trzy S-75 w zasięgu radaru, ale tylko jeden pocisk wzniósł się w górę. Szybko zbliżał się w kierunku celu i eksplodował w powietrzu za U-2, ale wystarczająco blisko, by gwałtownie wstrząsnąć samolotem, odrywając jego skrzydła. Na mniejszej wysokości Powers katapultował się ze spadającego kadłuba i spadł na ziemię. Początkowa niepewność co do trafienia spowodowała wystrzelenie kolejnych 13 pocisków przeciwlotniczych z sąsiednich baterii, ale te pociski trafiły tylko w macierzystego MiGa-19, pilotowanego przez lejt. Siergieja Safronowa, zabijając go. Ta relacja z wydarzeń, które miały miejsce podczas misji, zgadza się ze szczegółami przekazanymi CIA przez Gary’ego Powersa. Według niego, za jego plecami eksplodował pocisk, a potem U-2 zaczął spadać. W tym momencie Powers zaczął przygotowywać się do katapultowania.

### Selmer Nilsen
W 1981 roku Selmer Nilsen, Norweg skazany za szpiegostwo na rzecz Związku Radzieckiego, stwierdził w swojej książce I Was a Russian Spy, że U2 Powersa zostało sabotowane. Twierdził, że dwóch sowieckich szpiegów przebranych za mechaników na tureckim lotnisku umieściło bombę w ogonie samolotu. Utrzymywał, że poinformowali go o tym sowieccy urzędnicy wkrótce po incydencie.

## Film
W 2015 roku wszedł na ekrany film fabularny Stevena Spielberga pt. Bridge of Spies (pol. Most szpiegów), który skupił się na negocjacjach Jamesa B. Donovana (Tom Hanks) w sprawie uwolnienia Powersa, ale pozwolił sobie na pewną swobodę w opowiadaniu przebiegu samego incydentu. Na przykład w filmie Powers jest torturowany przez Sowietów, podczas gdy w rzeczywistości był dobrze traktowany w niewoli i spędzał większość czasu na wykonywaniu rękodzieła.
W styczniu 2016 roku magazyn BBC opublikował liczne zdjęcia z 1960 roku oraz wywiad z synem Powersa.